# La Gran Esperanza Blanca
La Gran Esperanza Blanca (también, LGEB) es un grupo musical de Valencia con un estilo que se aproxima al género musical Americana, que fusiona elementos del folk, rock, country blues o del country alternativo, y al que en su caso también se ha denominado  "valenciana", por ser música de raíz americana pero hecha en Valencia.

## Historia
El grupo se formó en abril de 1986 en Palma de Mallorca, al coincidir en el servicio militar dos de sus miembros, y resultaron finalistas en 1986 en el IV Concurso Pop-Rock del Ayuntamiento de Palma de Mallorca. Eligieron el nombre de la banda como homenaje a la película "La gran esperanza blanca" de 1970, dirigida por Martin Ritt y basada en la vida del boxeador Jack Johnson.

#### Los primeros EP y el álbum debut (1989-1992)
En 1989 grabaron el primer EP Perdido en el océano, y durante los dos años posteriores publicaron en el mismo formato La cadena de marfil y New York Blues.
Varias de las canciones de esos tres EP formaron parte del álbum debut de 1992 Hay folk, blues y también Rock'n'Roll, que se editó a través del sello ES-3 Records, y en el que colaboraron músicos como Carlos Goñi y Pablo Viguer.

#### La influencia de Bob Dylan (1996-2008)
Durante la década de los noventa participaron en un tributo a Bob Dylan con título Bob Dylan Revisitado: Un tributo en la lengua del amor. En él adaptaron al castellano la canción "One too many mornings", incluida también en el doble recopilatorio May your song always be sung, The Songs of Bob Dylan vol. 3, editado por BMG-Ariola Germany, y en el álbum Medicine Show de 1998, que recogió canciones anteriores y grabaciones entre 1994 y 1996.
En 2002 lanzaron un Mini-LP, dedicado al actor de cine Harry Dean, que implicó el final momentáneo del combo valenciano, aunque en 2008 vio la luz un compilado de rarezas y versiones titulado Dylanita.

#### El retorno de LGEB (2012-2023)
A través del sello Flor y Nata Records publicaron en 2012 un EP compartido con el grupo valenciano Los Radiadores, de título La balada de Diarte y Kempes, que incluyó el homenaje "Nostalgia de Bell Ville" al futbolista argentino Mario Alberto Kempes
La publicación en 2013 del álbum Derrota, a través del sello Comboi Records, supuso el retorno definitivo de la banda, que se asentó con Tren fantasma de 2015 donde contaron con artistas valencianos como invitados. Como celebración del amor, en 2020 publicaron Alice Maravilla, y en 2022 editaron el recopilatorio # 12 & 35 para conmemorar su trigésimo quinto aniversario.
A lo largo de su trayectoria musical han tenido algunas dedicatorias al mundo del fútbol en forma de canciones y, muy concretamente, relacionadas con el Valencia F.C. Eso derivó en el álbum Mestalla de 2023, dedicado al campo de fútbol del equipo de Valencia con motivo de su centenario.

## Discografía

### Álbumes de estudio
- 1992 - Hay folk, blues y también rock'n'roll (ES-3 Records)
- 2002 - Harry Dean (Cubic Records)
- 2013 - Derrota (Comboi Records)
- 2015 - Tren fantasma (Infinito Discos)
- 2020 - Alice Maravilla (Kaw-Liga Records)

### Álbumes recopilatorios (todos con material inédito)
- 1998 - Medicine Show (Seminola Records)
- 2008 - Dylanita (Comboi Records)
- 2022 - # 12 & 35 (Kaw-Liga Records)
- 2023 - Mestalla (Kaw-Liga Records)

### Sencillos & EPs
- 1989 - Perdido en el océano (Europa Compact)
- 1990 - La cadena de marfil (Discos Medicinales y N.O.S.E.)
- 1991 - New York blues (N.O.S.E.)
- 2012 - La balada de Diarte y Kempes (Flor y Nata Records)

## Formación[14]
- Francisco García Cubero (Cisco Fran): voz principal, guitarra, armónica y compositor.
- Federico Segarra Yuste (Fede Ferocce): guitarra y coros.
- Luis Villanova Jiménez (Chiti Chitez): bajo y coros.
- Jesús Almenara Márquez (Chuso Al): batería y coros.